# Бедренец большой
Бе́дренец большо́й (лат. Pimpinella májor) — многолетнее травянистое растение, вид рода Бедренец (Pimpinella) семейства Зонтичные (Apiaceae).
От близкородственного бедренца камнеломкового отличается более крупным гранистым бороздчатым голым стеблем.

## Ботаническое описание
Корень веретеновидный, ветвистый, обладает довольно неприятным запахом. Стебель высотой 40—100 см, прямой, внутри полый, глубоко бороздчатый, голый, в верхней части слабо ветвистый, при основании с боковыми розетками листьев.
Нижние листья на черешках, просто перистые, с двумя-четырьмя парами листочков, последние яйцевидные или продолговатые, крупные (длиной 2,5—7 см, шириной 1—4 см), острые или заострённые, при основании клиновидные, округлые или слегка сердцевидные, неравномерно остро- или надрезанно-зубчатые, по краю шероховатые, конечный — трёхлопастной или трёхраздельный. Средние и верхние стеблевые листья — сидячие, на расширенном, по краю белопленчатом влагалище, листочки — более узкие и более глубоко рассечённые, по краю надрезанно-пильчатые. Самые верхние — мелкие, трёхнадрезанные или совершенно недоразвитые.
Зонтики диаметром 5—8 см, с 9—15 тонкими голыми лучами; обёртка и обёрточки, обыкновенно, отсутствуют; лепестки белые или розовые, наружные длиной около 1,4 мм. Столбики длиннее завязи (1,5—2 мм).
Плод двусемянный, продолговато-яйцевидный, длиной 2,5—3,5 мм, шириной 1,5—2 мм, спинные рёбра выступающие, канальцы под ложбинками в числе трёх, на спайке — четырёх.
Цветёт с июля по август.

## Распространение и экология
Ареал вида охватывает практически всю территорию Европы (кроме южных районов).
Встречается по всей России, особенно часто в западной и юго-западной части и сравнительно редко в центральных районах. Включен в Ботанический атлас растений Ленинградской области.
Произрастает в лесах и зарослях кустарников и на сухих лугах, поднимаясь до 62—63° с. ш.

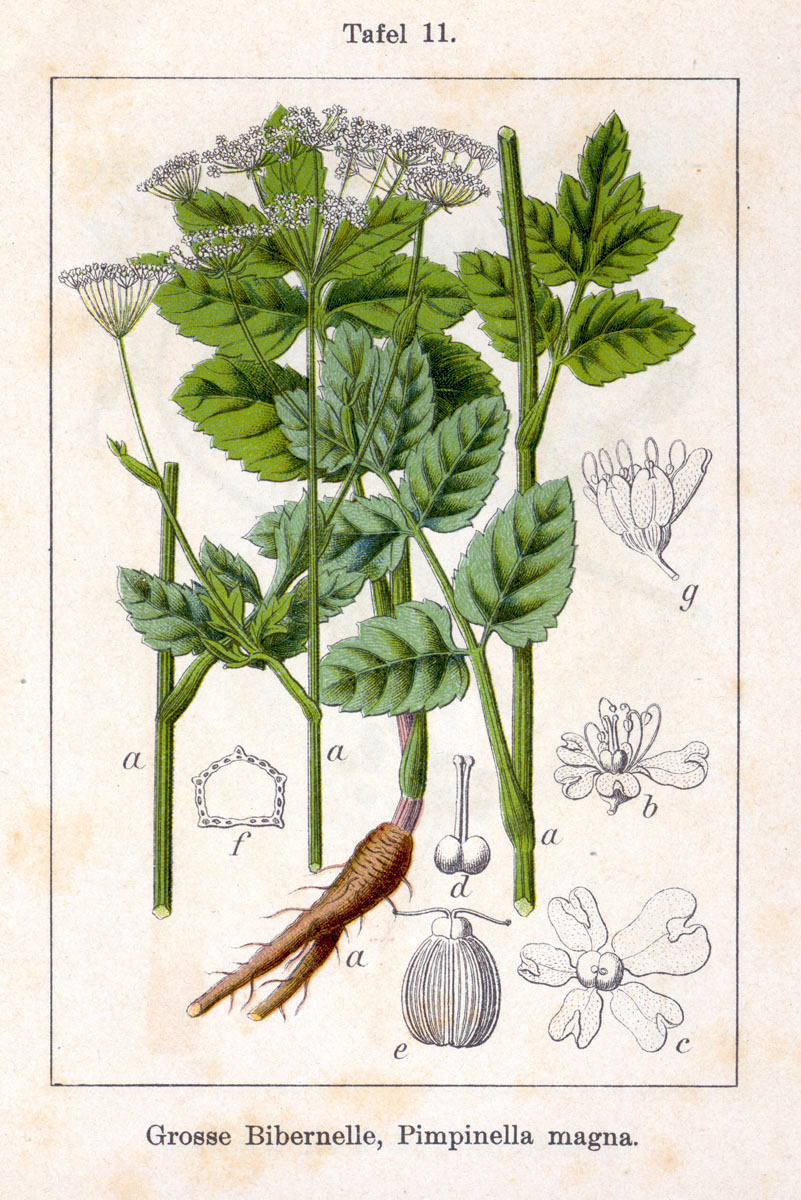

## Значение и применение
Растение или его части используют аналогично бедренцу камнеломковому.
В народной медицине спиртовая настойка из корней бедренца употребляется против кашля, а также во время менструации и при диспепсии.
Охотно поедается скотом в зелёном виде. Кормление молочного скота увеличивает надои молока. Прикорневые листья употребляются в пищу в варёном виде. Семена используются как пряность. В корнях содержится пимпинеллин обладающий острым и жгучим вкусом. Укрепляет желудок и возбуждает аппетит.

## Классификация

### Таксономия[6]
Pimpinella major Huds., 1762, Fl. Angl. : 110
Бедренец большой входит в род Бедренец (Pimpinella) семейства Зонтичные (Apiaceae) порядка Зонтикоцветные  (Apiales). Кладограмма в соответствии с Системой APG IV:
|  |                                      |  |                                   |                                   |                     |  | ещё 6 семейств | ещё 6 семейств |                  |  |  |  | еще 155 подтвержденный и 65 в статусе "непроверенных" видов и инфравидовых таксонов |
|  |                                      |  |                                   |                                   |                     |  | ещё 6 семейств | ещё 6 семейств |                  |  |  |  | еще 155 подтвержденный и 65 в статусе "непроверенных" видов и инфравидовых таксонов |
|  |                                      |  |                                   | порядок Зонтикоцветные            |                     |  |                |                | род Бедренец     |  |  |  |                                                                                     |
|  |                                      |  |                                   | порядок Зонтикоцветные            |                     |  |                |                | род Бедренец     |  |  |  |                                                                                     |
|  | отдел Цветковые, или Покрытосеменные |  |                                   |                                   | семейство Зонтичные |  |                |                | Бедренец большой |  |  |  |                                                                                     |
|  | отдел Цветковые, или Покрытосеменные |  |                                   |                                   | семейство Зонтичные |  |                |                |                  |  |  |  |                                                                                     |
|  |                                      |  | ещё 63 порядка цветковых растений | ещё 63 порядка цветковых растений |                     |  |                | ещё 447 родов  | ещё 447 родов    |  |  |  |                                                                                     |
|  |                                      |  |                                   | ещё 63 порядка цветковых растений |                     |  |                |                | ещё 447 родов    |  |  |  |                                                                                     |

### Синонимы
- Apium pimpinella  Caruel
- Carum dissectum  Baill.
- Carum magnum  Baill.
- Pimpinella austriaca  Mill.
- Pimpinella bipinnata  Boeber ex Georgi
- Pimpinella dumetorum  Boeun. ex Rchb.
- Pimpinella germanica  Vill. ex Spreng.
- Pimpinella glabra  Rostk. & W.L.E.Schmidt
- Pimpinella laciniata  Thore
- Pimpinella magna  L.
- Pimpinella major var. rubra  Hoppe ex Mérat
- Pimpinella media  Spreng.
- Pimpinella orientalis  Gouan
- Pimpinella rosea  Lindem.
- Pimpinella rubra  Hoppe & Schleich. ex Spreng.
- Pimpinella rugosa  Kunze
- Pimpinella rugulosa  Schnizl.
- Pimpinella saxifraga var. major  L.
- Pimpinella subcrenata  Dalla Torre
- Selinum pimpinelloides  E.H.L.Krause
- Tragoselinum dissectum  Moench
- Tragoselinum magnum  Moench
- Tragoselinum majus  Lam.